# Буза ди Вилота (Порденоне)
Буза ди Вилота је насеље у Италији у округу Порденоне, региону Фурланија-Јулијска крајина.
Према процени из 2011. у насељу је живело 67 становника. Насеље се налази на надморској висини од 1278 м.